# Bractwo Byłych Żołnierzy 1 Ukraińskiej Dywizji UNA
Bractwo Byłych Żołnierzy Pierwszej Ukraińskiej Dywizji Ukraińskiej Armii Narodowej – stowarzyszenie byłych członków 14 Dywizji Grenadierów SS utworzone w miejscowości Neu-Ulm (RFN) w roku 1949. Główną siedzibą Bractwa jest kanadyjskie Toronto. 
Pierwszą siedzibą stowarzyszenia było Monachium, następnie od roku 1959 Nowy Jork, od połowy lat 60. XX w siedzibą stowarzyszenia jest kanadyjskie Toronto. 
W zakres działalności Bractwa wchodzi kilka oddziałów skupionych w Niemczech, Kanadzie, USA, Argentynie i Australii. W Wielkiej Brytanii byli członkowie dywizji założyli separatystyczną organizację pod nazwą Byłych Ukraińskich Kombatantów w Wielkiej Brytanii. 
W roku 1950 Bractwo liczyło 1000 członków, w 1980 – 1400 członków. Obecnie organizacja dotowana jest m.in. ze środków pochodzących z darów napływających od Światowego Kongresu Ukraińców.
Kolejnymi przewodniczącymi Bractwa byli: M. Levenets (1949–1955), Ljubomyr Ortynśkij (1955–1961), M. Bihus (1961–1962), Iwan Skira (1963–1964) Roman Drażniowśkij (1973–1979), M. Małećkij (1964–1973, 1979–2001). Od 2001 przewodniczącym jest A. Komorowśkij. Przewodniczącym oddziału kanadyjskiego jest Michajło Romaniuk. 
Stowarzyszenie od początku swojej działalności wydaje m.in. publikacje w formie magazynów:  
- Visti Bratsva kolyshnikh voiakiv I Ukrai"ns’koi" dyvizii" UNA, Monachium (1950–74), 140 zeszytów;
- Visti kombatanta USA (1981);
- Iuvileinyi Almanakh (2001) – redaktorzy R. Kolisnyk i L. Babij.

W roku 1992 w niepodległej Ukrainie we Lwowie została utworzona organizacja pn. Galicyjskie Bractwo Byłych Żołnierzy Hałyczyna.